# Henry Rousso
Henry Rousso (23 de noviembre de 1954) es un historiador francés, autor de diversos trabajos sobre la Francia de Vichy, que ha sido director del Institut d'histoire du temps présent.
Es autor de obras como Le syndrome de Vichy (1944-1987) (Le Seuil, 1987), La collaboration (M. A. Editions, 1987), Vichy, un passé qui ne passe pas (Fayard, 1994), junto al periodista Eric Conan, y La hantise du passé: entretien avec Philippe Petit (Éditions Textuel, 1998), entre otras.